# هارولد روزين (سياسي)
هارولد روزين (بالإنجليزية: Harold Rosen)‏ هو سياسي أمريكي، ولد في 30 ديسمبر 1925 في واتيرتاون في الولايات المتحدة، وتوفي في 16 يناير 2018. انتخب عمدة ميامي بيتش.